# Eheinstitut Aurora
Eheinstitut Aurora ist ein 1961 gedrehter, deutscher Spielfilm mit Carlos Thompson und Eva Bartok in den Hauptrollen.

## Handlung
Eva Horn ist wegen eines nicht von ihr begangenen Giftmordes an ihrem Gatten, dem Bankier Lewandowski, in einem Indizienprozess zu einer 15-jährigen Haftstrafe verurteilt worden. Nach fünf Jahren wird auf Betreiben ihres Anwalts Dr. Burgmüller, der noch immer von der Unschuld seiner Mandantin überzeugt ist, ihr erstmals ein einwöchiger Hafturlaub gewährt. Diesen Freigang nutzt Eva dazu, unterstützt von Burgmüller, den wahren Täter zu finden. Eine heiße Spur führt in das Berliner Eheanbahnungsinstitut Aurora, das von einer mysteriösen Baronin geführt wird. In diesem Ambiente lernt Eva den nonchalanten, aber auch ein wenig nichtsnutzig wirkenden Charmeur Christinow Tomkin kennen, den die Baronin als ihren institutseigenen Lockvogel für interessierte Damen der Oberschicht hält.
Eva heftet sich sofort an Tomkins Fersen. Bald beginnen die beiden Kontrahenten etwas füreinander zu empfinden. Währenddessen ist die geheimnisvolle Baronin, die in Wahrheit alles andere als adelig ist und in Wirklichkeit „Kutschke“ heißt, immer mehr versucht, mit ihrem fragwürdigen Institut viel Geld aufzutreiben, muss sie doch ihren Tunichtgut von Sohn, Friedrich, durchfüttern. Dieser verschleudert Mutters Einnahmen bevorzugt in Spielhöllen. Nach langem Hin und Her wird Evas Schwager Arnold Lewandowski von Dr. Burgmüller als der wahre Täter identifiziert, und die junge Frau muss nicht mehr in die Haftanstalt zurück und ist frei für ihren Christinow.

## Produktionsnotizen
Eheinstitut Aurora entstand im Herbst 1961, passierte am 15. Januar 1962 die FSK-Prüfung und wurde drei Tage später in der Barke in Hamburg uraufgeführt.
Albrecht Hennings, Ellen Schmidt und Mathias Matthies schufen die Filmbauten, Gisela Trowe synchronisierte Eva Bartok.

## Kritiken
„Zwei modische Themen – Justizirrtum und gewerbsmäßige Eheanbahnung – sind nach dem gleichnamigen ‚Hör zu‘-Roman zu einer Geschichte verquickt, die den Darstellern Eva Bartok und Carlos Thompson Gelegenheit gibt einander langwierig zu verdächtigen und zu lieben: sie als schuldlos einsitzende Zuchthäuslerin aus Bankierskreisen, er als – wirtschaftlich – geschwächter renommierter Mann, Lockvogel des Titelinstituts und mutmaßlicher Mörder. Allenfalls Elisabeth Flickenschildt in der Rolle der pseudo-adligen Ehevermittlerin leiht dem von Regisseur Wolfgang Schleif angemessen bieder gefertigten Sehstück aus eigenen Mitteln einen Anhauch von Realität.“

Paimann’s Filmlisten resümierte: „Kein Lustspiel, wie es der Titel vermuten läßt, sondern eine milieusichere Kriminalstory; nur etwas dialogreich inszeniert.“

„Ein biederer Kriminalfilm nach der Formel: Wer ist der Mörder?“

„Stocksteif und bieder, ohne Pfiff oder Spannung. Fazit: In diesem Institut bahnt sich nix an.“